# Blythe Intaglios
Blythe Intaglios es un sitio arqueológico compuesto por 5 geoglifos que son figuras halladas en el suelo, cerca de la localidad californiana de Blythe. Estas figuras se localizan en la vertiente oriental de las montañas Big María, a unos veinte kilómetros al norte del centro de Blythe y muy cerca de la ribera del río Colorado. La más grande de estas figuras mide alrededor de cincuenta metros de longitud. Para observarlas mejor, es necesario subirse en una aeronave. 
Las figuras son del tipo negativo, o sea que fueron realizadas mediante la remoción de una parte de la superficie para dejar al descubierto la figura en una suerte de bajorrelieve excavado sobre el duro suelo de la región. Esta técnica —cuyo nombre en inglés es intaglio, de donde el nombre del sitio arqueológico— es similar a la que emplearon los habitantes del desierto de Nazca para crear los geoglifos de aquella región. Al parecer, las figuras tienen una antigüedad de entre 500 y 2000 años, y están relacionadas con la cultura Pataya del área de  Oasisamérica. 
De acuerdo con los indios Mojave y Quechan, antiguos habitantes de la región, las figuras humanas representan a Mastamho, el creador de la vida. Las figuras de animales representan a Hatakulya, uno de los dos hombres-puma que ayudaron a crear el mundo. Antiguamente, Blythe Intaglios fue escenario de ceremonias indígenas a honra de la creación. 